# Yontala camura

Yontala camura (лат.) — ископаемый вид насекомых, единственный в составе монотипического рода Yontala из семейства Chaulioditidae (отряд Grylloblattida). Триасовый период (Yontala, Yug River, Vokhma Formation (Vetluga Group), Griesbachian, возраст находки 251—253 млн лет), Россия, Вологодская область (60.6° N, 46,6° E).

## Описание
Длина переднего крыла — 11,0 мм.  Сестринские таксоны рода Yontala: Chauliodites, Dvinopedes, Iphikozulu, Miralioma, Klyazmia, Parachauliodites, Permyak, Purtovinia, Lemmatophoropsis. Вид был впервые описан в 2005 году российским палеоэнтомологом Д. С. Аристовым (Палеонтологический институт РАН, Москва) по ископаемым отпечаткам.